# 劉淵 (金朝)
劉淵（？—？），江北平水（今山西临汾）人，金國人，《壬子新刊禮部韻略》的作者，當時平水是中國的出版印刷中心。
據信是南宋理宗淳祐十二年壬子年（公元1252年，此时金已亡于蒙古，劉淵只可能在南宋禮部），劉淵曾編寫刊行過新的《禮部韻略》共107韻。此書已佚失，只能從元初黃公紹、熊忠的《古今韻會舉要》一書瞭解到一些概況。與北宋仁宗景祐四年（公元1037年）發佈的206韻的科舉考試用官韻《禮部韻略》不同，新的《禮部韻略》和王文鬱于金正大六年（1229年）刊行的106韻的平水《新刊韻略》总体一致，但两者上声韵目不同。元初的陰時夫著《韻府羣玉》定名王氏106韻的版本为“平水韻”。明代以后文人則沿用106韻。

## 背景
公元1223年，金平水書籍（即山西平水地方管理圖書印刷的官員）王文鬱作《新刊韻略》，將格律詩用字分為106韻。